# Бубнис, Витаутас
Ви́таутас Ю́ргис Бубни́с (лит. Vytautas Jurgis Bubnys; 9 сентября 1932, Чюдишкяй, Пренайский район, Каунасский уезд, Литва — 24 апреля 2021, Вильнюс, Литва) — советский и литовский писатель, редактор, педагог, общественно-политический деятель и бывший член Сейма Литовской Республики.  Заслуженный деятель культуры Литовской ССР (1982).

## Биография
Сын крестьянина. В 1957 году окончил Вильнюсский педагогический институт. В 1957—1966 — преподаватель литовского языка и литературы.
Член КПСС с 1963 до 1989 года.
С 1966 года редактировал журнал «Moksleivis». С 1976 по 1980 год работал в Союзе литовских писателей, после чего посвятил себя литературному творчеству.
В 1988 в составе инициативной группы Литовского движения за перестройку (Lietuvos Persitvarkymo Sąjūdžio Iniciatyvinė grupė) из 35 известных деятелей культуры, искусства, науки, журналистики принял участие в создании «Саюдиса».
На выборах 1992 года представлял Демократическую партию труда Литвы и был избран в качестве депутата Шестого Сейма от одномандатного избирательного округа Пренайского района.
Умер 24 апреля 2021 года.
Ему было 88 лет

## Творчество
Дебютировал как прозаик в 1953 году. Первые произведения Витаутаса Бубниса были опубликованы в 1956 году. Имя талантливого писателя хорошо известно литовским читателям. В. Бубнис пишет и для детей и для взрослых.
К 2012 опубликовал более 30 книг, некоторые из которых переведены на многие языки.
Автор романов, повестей, рассказов, ряда книг для детей и юношества. Многие произведения писателя посвящены литовской деревне.
Некоторые его произведения экранизированы (Расколотое небо (1974)). По его собственной оценке, в общей сложности издано 6 миллионов экземпляров его книг.

## Избранные произведения на русском языке
- «Березы на ветру» (повесть, 1959),
- «Рамунас» (повесть, 1964),
- «Когда падают листья» (повесть, 1966),
- «Арберон» (повесть, 1969),
- «Душистый аир» (сборник рассказов и повестей, 1972),
- Роман-трилогия «Жаждущая земля» (1970), «Три дня в августе (Под летним небом)» (1973), «Цветение несеяной ржи» (1975),
- «Час судьбы» (роман, 1979—1980),
- «Избранное» (1981),
- «Приглашение» (роман, 1985, экранизирован),
- «По ту сторону» (повесть, 1985),
- «Осеннее равноденствие» (роман, 1988).

Трилогия В. Бубниса стала значительным этапом не только в творческой биографии писателя, но и в развитии современной литовской литературы. Роман «Жаждущая земля» переносит читателя в суровые и драматические послевоенные годы, показывает сложность обстановки того времени, остроту классовой борьбы и мучительную ломку в сознании сельского человека, жизнь которого перестраивается на началах коллективного труда. В романе «Три дня в августе» рассказывается уже о новой литовской деревне и о новых проблемах, встающих перед колхозным крестьянством. Герои романа «Цветение несеяной ржи» — вчерашние крестьяне, которые переселились в город и стали квалифицированными рабочими. Автор изображает процессы, происходящие в современной литовской действительности, исследует, как меняется психология деревенского человека в условиях города.

## Награды
- Офицер ордена Великого князя Литовского Гядиминаса (1998)
- Медаль Независимости Литвы (2000)[3]
- Памятный знак за личный вклад в развитие трансатлантических отношений Литвы и по случаю приглашения Литовской Республики в НАТО (2003)[4]
- Медаль по случаю двадцатой годовщины восстановления независимости Литвы (2010)[5]
- Заслуженный деятель культуры Литовской ССР (1982)
- Государственная премия Литовской ССР (1974)
- Премия Правительства Литвы в области культуры и искусства (2008)
- Премия Балтийской ассамблеи по литературе (2003)